# Тарасовка (Могилёв-Подольский район)
Тарасовка (укр. Тарасівка) — село на Украине, находится в Могилёв-Подольском районе Винницкой области.
Население по переписи 2001 года составляет 340 человек. Почтовый индекс — . Телефонный код — 4337.
Занимает площадь 0 км².

## Адрес местного совета
24032, Винницкая область, Могилёв-Подольский р-н, пгт. Вендич ани, ул. Ленина, 55